# Division du renseignement de l'état-major

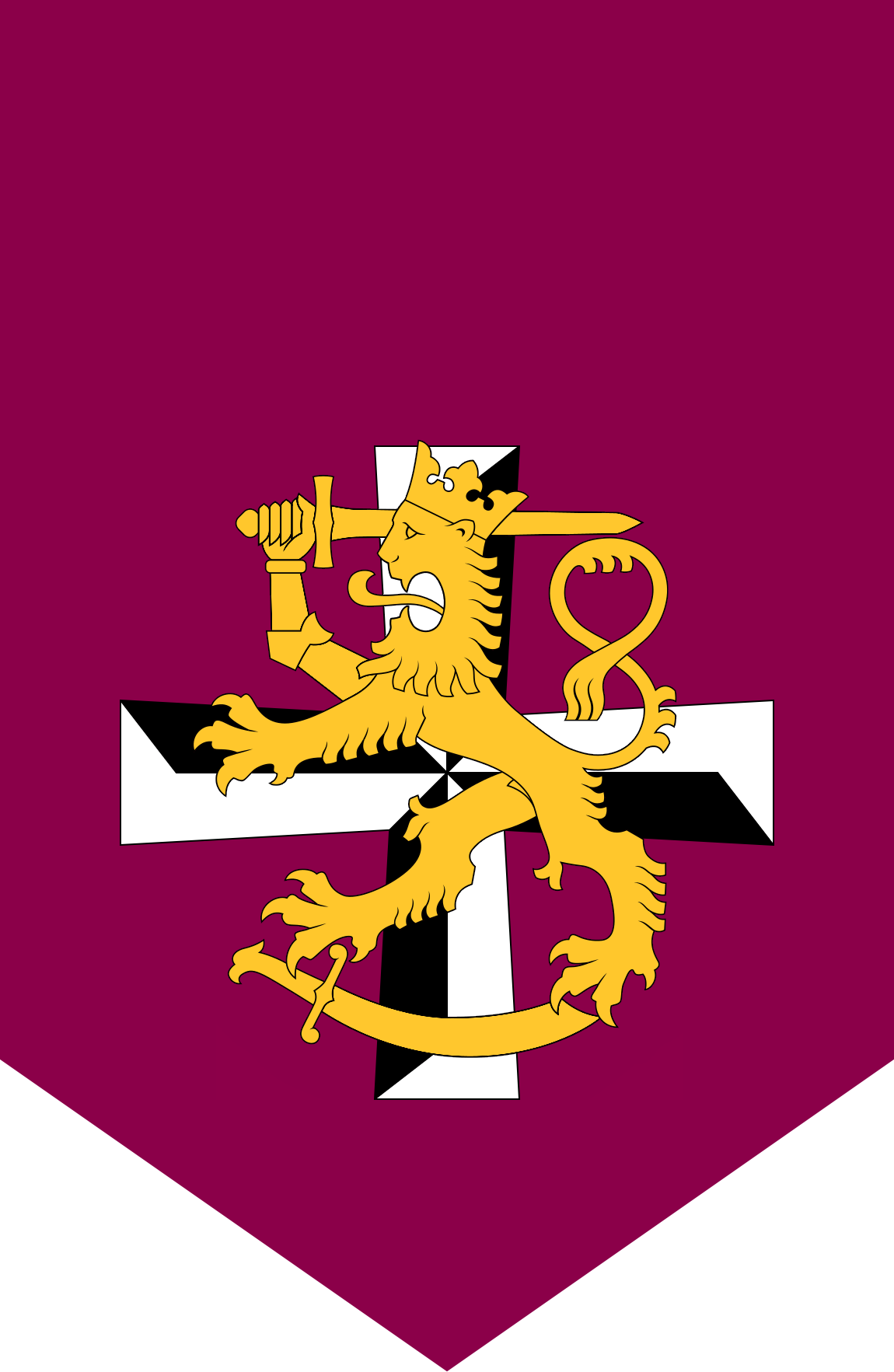
insigne de la division du renseignement de l’état major

Le Pääesikunnan tiedusteluosasto (en français Division du renseignement de l’état-major) est le service de renseignements militaire de la Finlande. Dépendant du ministère de la Défense, il veille à l’intégrité territoriale du pays sur air, terre et mer. 
Un service dépendant de l'armée de l'air finlandaise, le Viestikoelaitos (VKoeL, « établissement d'expérimentation de signaux »), est responsable du renseignement d'origine électromagnétique. En 2004, ce service avait un budget de 12,2 millions d'euros et 125 personnels. 